# MLPA
La tècnica de la MLPA (multiplex ligation-dependent probe amplification) és una tècnica similar a la PCR múltiple que, fent servir un únic parell d'encebadors, permet dur a terme l'amplificació de múltiples seqüències diana d'ADN. Es tracta d'un mètode ràpid, fiable, efectiu i de baix cost, amb aplicacions a diferents àmbits, com ara la genètica o la medicina. La baixa quantitat d'ADN necessària per dur a terme la MLPA (20ng d'ADN humà, l'equivalent a 3.000 cèl·lules) fa que es pugui dur a terme en un considerable nombre d'ocasions.

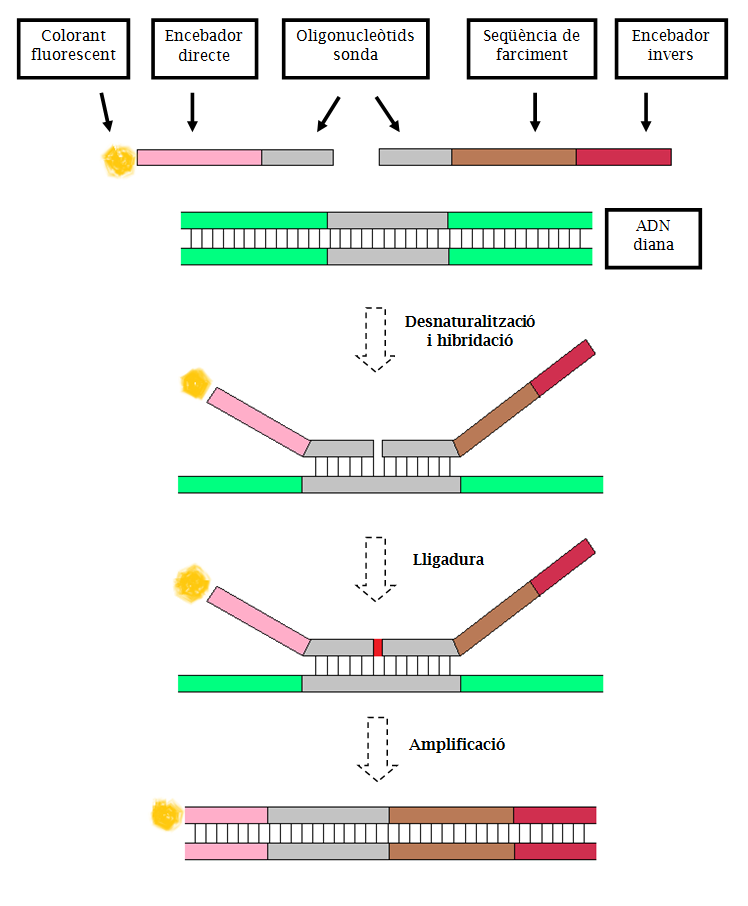
Procés MLPA

## Orígens
La tècnica de la MLPA va ser desenvolupada per MRC-Holland (Microbiology Research Center Holland), una empresa holandesa fundada l'any 1985 pel Dr. Jan Schouten i la qual en té la patent. Al seu inici, la MRC-Holland fabricava una varietat de productes relacionats amb la biotecnologia, com ara enzims de restricció, enzims modificadors de l'ADN o marcadors de l'ADN. Ara per ara, l'empresa està totalment centrada en activitats relacionades amb la MLPA, cosa que li ha permès oferir una sèrie de variants de la tècnica en funció de l'objectiu per al qual s'usa.
Aquesta tècnica va ésser introduïda per primer cop el gener de l'any 2002 per Shouten JP et al., a la revista Nucleic Acid Research. Des de llavors, s'ha estès amb rapidesa i ha anat guanyant acceptació i importància dins l'àmbit de la recerca i ladiagnosi: es fa servir amb freqüència en més de 800 laboratoris de 80 països i, cada any, es duen a terme més d'un milió de reaccions de MLPA.
Tot i que alguns laboratoris obtenen les sondes (probes) per dur a terme la reacció de la MLPA de l'empresa on té origen, també n'hi ha d'altres que dissenyen les seves pròpies a partir del protocol proporcionat per MCR-Holland de tal manera que, partint de l'original, hi introdueixen petites variacions que permetin fer-la més específica per a l'objectiu buscat.

## Característiques i fonaments
La tècnica de la multiplex ligation-dependent probe amplification (MLPA) és una tècnica amb unes bases molt similars a les de la reacció en cadena de la polimerasa (PCR), ja que, en certa manera, podria considerar-se una variació de la PCR múltiple. La MLPA permet quantificar, simultàniament i de manera relativa, el nombre de còpies de fins a 45-50 loci de l'ADN, cosa que facilita la detecció d'un nombre anòmal de còpies i, per tant, la presència de mutacions en el genoma. Això obre l'opció de fer servir aquesta tècnica per analitzar ADN molt fragmentat i, a més, permet trobar mutacions a nivell d'un únic exó.
Per dur a terme aquesta amplificació fem servir una sonda (probe) formada per dos encebadors o primers (oligonucleòtids) que s'uneixen a llocs específics (seqüències diana o targets) i adjacents de la mostra d'ADN analitzada. Aquests encebadors són específics pel caràcter que estem estudiant, i la hibridació només tindrà lloc en cas que en els nucleòtids que el codifiquen no hi hagi cap anomalia. Per tant, en dissenyar la sonda que es farà servir en la MLPA, es pot assolir una alta precisió, creant sondes per a mutacions específiques de gran utilitat en, per exemple, el diagnòstic clínic. A més, la quantitat d'ADN accessori és mínima, cosa que no es dona en la PCR, ja que en aquesta s'amplifica tota la cadena que conté la seqüència diana.
Un cop els encebadors estiguin units a la mostra d'ADN, intervé una ligasa (en particular, la ligasa-65) que crea una unió entre ells, formant un sol fragment d'una longitud determinada. Aquests són els nucleòtids que seran amplificats, i els quals, després de dur a terme una electroforesi capil·lar amb els productes de l'amplificació, es veuran reflectits en els resultats. Aquest és un tret molt característic de la MLPA, que també es podria considerar la principal diferència amb la PCR múltiple, ja que en la primera no s'amplifica l'ADN en si, sinó només la sonda que hem dissenyat i que ens permet dur-la a terme.
Per tant, hem de tenir en compte que es tracta d'una prova relativa, ja que el que ens mostren els resultats és el contrast entre la presència d'uns particulars exons en la mostra a analitzar i en la mostra control. Així, l'absència de pics (que reflecteixen els fragments en els quals la ligasa ha pogut intervenir i, per tant, els que s'han amplificat) indicaria mutacions en els gens en qüestió, ja que anomalies en els seus nucleòtids haurien impedit que la hibridació i, en conseqüència, l'actuació de la ligasa.

## Procediment

### Obtenció i tractament de les mostres
La tècnica del MLPA requereix, a part de l'anàlisi de la mostra d'ADN que ens interessa estudiar, l'anàlisi d'una segona mostra de referència (grup de control), obtinguda d'un individu sa. Això és degut al caràcter relatiu dels resultats que s'obtenen, els quals per si sols no ens proporcionen cap informació útil i només els podem interpretar per comparació. Es recomana que ambdues mostres s'hagin extret i purificat mitjançant el mateix mètode i que provinguin del mateix tipus de teixit, reduint així les diferències no biològiques i les variacions estructurals. A més, convé que tinguin una concentració similar.
Per evitar alterar les mostres i reduir la presència de contaminants com ara sals, és preferible no dur a terme l'extracció per mètodes Qiagen, EZ1, M6, M48 o M96. S'ha de tenir en compte que el MLPA és molt més sensible als contaminants que les proves de PCR simples, a causa de la seva especificitat. Si hi ha dubtes sobre la presència de contaminants en la mostra, s'ha de purificar amb silica.
En cas de comptar amb ADN en molt bon estat, la quantitat òptima a utilitzar és d'entre 50ng i 100ng. En cas contrari, s'obtindran resultats més fiables per a quantitats inferiors, d'entre 20ng i 50ng. Tot i així, es pot treballar amb quantitats de fins a 500ng.
Les mostres s'han de diluir en TE0.1 (preparació composta per 10 mM de Tris-HCl pH 8.2 i 0.1 mM d'EDTA) fins a un volum de 5μl.* Aquesta solució protegeix l'ADN de la despurinització (trencaments dels enllaços glicosídics entre les desoxiriboses i les bases nucleiques púriques, guanines i adenines, amb la consegüent pèrdua d'aquestes) que succeiria, en el cas d'haver diluït en aigua, durant la posterior desnaturalització.

### Desnaturalització de l'ADN
La primera fase del procés és la desnaturalització o separació de la doble hèlix de l'ADN. Per a realitzar-la, se sotmeten les mostres a una temperatura de 98 °C durant 5min amb l'ajut d'un termociclador. Després es redueix la temperatura a 25 °C.

### Hibridació
A continuació s'afegeixen, a cada mostra, 3μl de dissolució que conté les sondes específiques per a cada seqüència de nucleòtids a estudiar. Cada sonda està formada per dos oligonucleòtids separats, els quals contenen els encebadors universals per a la posterior amplificació per PCR, la seqüència de nucleòtids complementària a la del gen diana, i una tercera secció la mida de la qual és diferent per a cada sonda i que permetrà identificar-les un cop separades per electroforesi. Aplicant primer una temperatura de 95 °C durant 1min i a continuació deixant-les reposar a 60 °C durant 16-20h, els dos oligonucleòtids de cada sonda s'hibridaran a seqüències adjacents dels gens a analitzar.

### Lligadura
Seguidament té lloc la unió dels parells d'oligonucleòtids de cada sonda per l'acció d'enzims ligasa-65. A cada mostra s'afegeixen els compostos que proporcionaran, a part dels enzims necessaris, un medi favorable per a la reacció (25μl d'H2O, 3μl de Ligase Buffer A, 3μl de Ligase Buffer B i 1μl de Ligase-65 enzyme en el cas d'utilitzar productes de MRC-Holland). A continuació s'incuben les mostres a 54 °C durant almenys 15min, moment en què els enzims es troben a una temperatura òptima per treballar i es produeix la lligació. Després s'augmenta la temperatura fins a 98 °C durant 5min, inactivant les ligases-65, i es refreda fins als 20 °C per retirar les mostres del termociclador.
Aquesta unió només és possible si els dos fragments de la sonda s'han hibridat correctament a les seqüències diana, és a dir, si la seqüència de l'ADN a estudiar es correspon amb la complementària dels fragments sonda i, per tant, si no hi ha mutacions en aquests fragments del genoma.

### Amplificació per PCR
Es procedeix a l'amplificació per PCR dels parells d'oligonucleòtids correctament units. Aquests són els únics que contenen els dos encebadors necessaris per a la reacció i, per tant, són els únics que es replicaran, de manera que no és necessari eliminar els parells no units.
A cada mostra s'afegirà un preparat amb els substrats necessaris per a la reacció (compost per 7.5μl d'H2O, 2μl de SALSA PCR primer mix, 0.5μl de SALSA Polymerase i 10μl de polymerase mix en el cas de productes MRC-Holland) a temperatura ambient. A continuació s'iniciarà un programa de termociclació compost per 35 cicles de 30 segons a 95 °C (desnaturalització), 30 segons a 60 °C (aparellament) i 60 segons a 72 °C (extensió), mantenint al final de l'últim cicle la temperatura de 72 °C durant 20min.

### Electroforesi capil·lar
Per acabar, es fa una electroforesi capil·lar de les mostres. Mitjançant aquesta se separen els diferents productes de l'amplificació, corresponents a cada una de les seqüències a estudiar, i s'analitza la quantitat relativa de cadascun comparant-la amb l'obtinguda en la mostra de referència. Com que cada sonda té una mida específica (i per tant un pes molecular concret), resulta senzill identificar a quina seqüència d'ADN correspon cada mesura. Diferències significatives en la intensitat del senyal entre la mostra a estudiar i la de referència indicaran delecions o multiplicacions de gens, que podran estar relacionades amb la presència de patologies.

## Avantatges i limitacions
La tècnica del MLPA té certes avantatges respecte d'altres tècniques:
- El MLPA és una tècnica múltiple, és a dir, ens permet analitzar múltiples seqüències d'ADN (40-50) en una única reacció, d'una forma senzilla de realitzar, basada en la PCR.
- No necessita grans quantitats d'ADN, només 20ng com a mínim i, a més, es pot utilitzar encara que aquest DNA estigui una mica degradat.
- Tampoc necessita una llarga llista de materials per a ser utilitzat, únicament cal un termociclador i un equip d'electroforesi capil·lar.
- El MLPA és una tècnica molt sensible que ens permet diferenciar seqüències que són exactament iguals excepte en un nucleòtid.
- Permet detectar un rang ampli d'alteracions genòmiques tant mutacions puntuals com delecions i duplicacions que afecten exons, gens o grans regions cromosòmiques.
- És una tècnica econòmica i fàcil d'utilitzar si se segueixen les pautes.
- És molt ràpida i d'alt rendiment, ja que podem tenir els resultats en 24 hores.
- Protocol idèntic per moltes aplicacions diferents.
- Té diferents aplicacions que veurem més endavant.

Encara que el MLPA sigui una tècnica molt fiable té certes limitacions:
- És incapaç de detectar variacions en el nombre de còpies de les seqüències per a les quals no s'han dissenyat sondes, per tant, no permet la detecció de mutacions puntuals desconegudes.
- Es veu afectada per polimorfismes.
- No pot detectar translocacions balancejades (translocacions en què no hi ha pèrdua de materials dels gens).
- No pot utilitzar-se per veure cèl·lules aïllades, se'n necessiten com a mínim 3000 i són molt sensibles a la presència de contaminants a la mostra; la mostra ha d'estar neta encara que pot estar una mica degradada.

- Hi ha un nombre limitat de sondes disponibles. Per a la investigació, un nombre cada vegada més gran de laboratoris utilitzen sondes sintètiques.

- Només s'utilitza en l'anàlisi de l'ADN humà.

- MLPA encara no es pot utilitzar en les mostres amplificades per mètodes WGA (amplificació del genoma sencer).

- Els assaigs de MLPA per a la quantificació d'ARNm han de ser optimitzats per a teixits específics.

## MLPA davant altres tècniques
- FISH (fluorescence in situ hybrization). Comparat amb aquesta tècnica la MLPA pot detectar mutacions molt més petites en el DNA, que la FISH passaria per alt. FISH implica el cultiu de cèl·lules en metafase cosa molt laboriosa per generar dispersions cromosòmiques.
- PCR (polimerasa chain reaction). Les diferències radiquen en què la MLPA és més sensible a canvis petits en les còpies i, a més, no amplifica un segment concret sinó que es limita a amplificar tot el DNA. Per tant, detectar mutacions amb la PCR és molt més llarg i complicat del que ho és amb la MLPA, ja que implica haver d'analitzar tot el DNA en lloc d'estudiar-ne el tros escollit, no és una tècnica de multiplexació.
- La seqüenciació, DHPLC, SSCE i altres tècniques per a la detecció de mutacions puntuals, no detectaran els canvis de nombre de còpies dels exons complets.
- Les transferències Southern són mà d'obra intensiva, és necessari molt temps, és una tècnica exigent i l'èxit és molt dependent de les sondes d'hibridació disponibles.

## Aplicacions

### Detecció de delecions i duplicacions
Les freqüències de les delecions completes d'exons són diferents en funció del tipus de gen. Generalment, suposen entre un 2 i un 5% del total de les mutacions detectades. En uns quants gens, com l'APC, l'MSH2, l'SPAST o el PARK, aquest percentatge ascendeix a entre el 5 i el 20%. I, en concret, en el DMD, el 65% de totes les mutacions són delecions o duplicacions d'exons. Les proves de l'MLPA es troben disponibles per més de 100 gens, entre els quals es troben el BRCA1, l'MSH2, l'MSH6, l'MLH1, el DMD, l'APC, l'NFF1, l'NF2, l'FBN1, el VHL, el PARK, el CFTR, l'SPAST, l'RB1, l'NSD1.

### Detecció de síndromes associades a microdelecions
El kit P245 Microdeletion Syndromes permet detectar, en una única reacció, algunes síndromes degudes a microdelecions, com per exemple la síndrome de Williams, la Prader-Willi-Angelman, la Cri-du-chat, la Di George, la Miller-Dieker, la Langer-Giedion, l'NF1, la WARG, l'Smith-Magenis o la Sotos, entre d'altres.

### 'Screening' de regions subtelomèriques
Existeixen diverses sondes per a cada regió subtelomèrica, així com n'hi ha per les regions centromèriques. Aquestes últimes poden utilitzar-se en l'anàlisi de mostres amb marcadors de cromosomes.

### Detecció d'aneuploïdies
L'MLPA permet detectar aneuploïdies en els cromosomes sexuals -X i Y- incloent monosomies i trisomies, i en alguns autosomes (en concret, en els cromosomes 13, 18 i 21).

### Detecció de metilacions
Permet detectar malalties relacionades amb l'empremta genètica (regions del genoma on els patrons de metilació es conserven tal com s'hereten dels progenitors), com la síndrome d'Angelman i la síndrome de Prader-Willi, ambdues lligades a la mateixa regió del cromosoma 15, o la síndrome de Beckwith-Wiedemann, que afecta el cromosoma 11.
Per altra banda, se sap que la metilació aberrant de nucleòtids CpG es troba associada amb la inactivació de la transcripció de gens supressors de tumors en càncers humans. Per exemple, en els tumors cerebrals, es produeix una hipermetilació del promotor MGMT, que pot ser detectada per l'MS-MLPA.

### Detecció de mutacions conegudes
Això és possible gràcies al fet que l'MLPA és capaç de distingir seqüències que difereixen en un únic nucleòtid.

### Altres aplicacions
L'MLPA es pot emprar per analitzar i identificar zones hipersensibles a la DNasaI, que són llocs de cromatina oberta, característics d'elements reguladors, com potenciadors i promotors. Les esmentades regions són susceptibles a la digestió per DNasaI i es poden reconèixer en una reacció d'MLPA per la falta de senyal d'una sonda específica.
Una altra de les aplicacions de l'MLPA és detectar el nombre de còpies d'un gen en el genotip d'un individu.
S'ha parlat també sobre l'MLPA com un mètode per al seguiment de cariotips en què s'observen petits cromosomes marcadors supernumeraris (sSMCs). Estudis suggereixen que l'MLPA podria ser una eina addicional útil en la identificació de sSMCs, que podria proporcionar resultats en un període més curt respecte altres mètodes.
L'MLPA també s'aplica àmpliament en la diagnosi postnatal i prenatal de trastorns genètics.
A més, permet una quantifiació relativa d'ARNm i, actualment, s'està aplicant en nombrosos projectes de recerca.